# Hyalopteryx
Hyalopteryx is een geslacht van rechtvleugeligen uit de familie veldsprinkhanen (Acrididae). De wetenschappelijke naam van dit geslacht is voor het eerst geldig gepubliceerd in 1843 door Charpentier.

## Soorten
Het geslacht Hyalopteryx  is monotypisch en omvat slechts de volgende soort:
- Hyalopteryx rufipennis (Charpentier, 1843)